# Ivan den Grusomme (film fra 1944)
Ivan den Grusomme (russisk: Иван Грозный, da.: Ivan Groznyj) er en sovjetisk historisk film i to dele skrevet og instrueret af Sergej Eisenstein. Den episke storfilm handler handler om den russiske zar Ivan 4. af Rusland, også kaldet Ivan den Grusomme. Filmen blev bestilt af Josef Stalin og blev produceret af Mosfilm. Filmen er Eisensteins sidste.
Filmens første del udkom i december 1944. Anden del var færdig i 1946, men Stalin var ikke tilfreds med, hvorledes Ivan blev fremstillet i filmen. Efter Stalins død blev filmens anden del udsendt i 1958. Eisenstein havde skrevet den tredje del af filmen for at afslutte historien, men med forbuddet af anden del optagelserne af tredje del stoppet. Efter Eisensteins død i 1948 blev den færdiggjorte tredje del destrueret.
Filmene viser Ivan mere som monark end som person, og beskriver hans kampe for at forene Rusland og hans vanskeligheder med at overvinde den traditionelle, bojarstyrede regering. Selvom det ikke ligefrem er sympatisk, bliver Ivan fremstillet som værende nødt til at bekæmpe ild med ild - at han skal være hensynsløs og brutal til gavn for landet. På nogle måder er han et offer for bojarerne, især under flashbacks til hans barndom og tidlige ungdom. Filmene beskriver også Ivans gradvise glidning over mod mistænksomhed og paranoia. Sidstnævnte vakte utilfredshed hos Stalin, der forbød visningen af filmens anden del.
Filmen er hovedsageligt i sort-hvid, men indeholder et par farvescener mod slutningen af anden del. Musikken til filmen er komponeret af Sergej Prokofjev.
Første del af filmen havde dansk biografpremiere i Grand Teatret den 5. juli 1946 og fik repremiere igen i Windsor-biografen i 1963.

## Handling

### Første del
I filmens prolog bliver Ivans mor og hendes elsker myrdet af bojarerne. Senere troner Ivan som storfyrste af Moskva.
Første del begynder med Ivans kroning som Ruslands zar. Bojarerne er utilfredse, der er tavs jalousi fra hans fætter, Vladimir af Staritsa og især fra Vladimirs mor og Ivans tante, den ondt udseende Jefrosinja Staritskaja. Ivan holder en tale, hvor han proklamerer sin hensigt om at forene og beskytte Rusland mod de fremmede hære uden for landets grænser og fjenderne indenfor - en henvisning til bojarerne, som allerede er utilfredse med hans kroning. Kort efter gifter Ivan sig med Anastasia Romanovna, og der er bryllupsfejring. Brylluppet fører til, at Ivan mister venskabet med sine to bedste venner, fyrst Andrej Kurbskij og Fjodor Kolytjev. Sidstnævnte får Ivans tilladelse til at trække sig tilbage til et kloster, mens Kurbskij forsøger at genoptage sin romance med zarinaen, der dog afviser hans tilnærmelser.
Bryllupsfesten afbrydes af nyheden om afbrændingen af adskillige bojar-paladser, der overbringes i zarens palads af en hob af almuen, som også klager over, at zaren bliver ført på afveje af zarinaens familie (Romanovernes), Glinskij'erne og Zakharinerne. Ivan beroliger mængden, men bliver afbrudt af udsendinge fra Kasan-khanatet, som overbringer en ceremoniel kniv med opfordring til, at Ivan gør sig selv en tjeneste ved at bruge den til at begå selvmord. Ivan proklamerer straks, at hans rige nu er i krig med Kasan.
Den næste scene viser belejringen af Kasan (1552) , hvor Ivans hær graver tunneler under byen og fylder dem med krudt. Kurbskij, der nominelt har kommandoen, bliver irettesat af Ivan for meningsløs brutalitet (han binder tatariske fanger til palisader inden for hørevidde af Kasans mure og beder dem råbe til byen om at overgive sig; de forsvarende bueskytter skyder straks fangerne). Byen Kasan falder til den russiske hær.
Ved sin hjemkomst fra Kasan bliver Ivan alvorligt syg og menes at være på sit dødsleje; Ortodokse præster kommer for at give ham den sidste olie, før han dør. Ivan sender bud efter sine slægtninge og beordrer dem til at sværge troskab til sin søn, spædbarnet Dmitri, og minder dem om nødvendigheden af en enkelt hersker for at holde Rusland forenet. De bestrider, og Ivans tante, Jefrosinja Staritskaja, opfordrer de øvrige til at sværge troskab til hendes søn, Vladimir, i stedet for. Følelsesmæssigt overspændt falder Ivan sammen og anses død. De pårørende, der fejrer, begynder alle at sværge troskab til Vladimir, "bojar-zaren", de har håbet på; i mellemtiden er Kurbskij usikker på sin egen loyalitet og forsøger at bestemme mellem de to sider. Men da zarinaen siger: "Begrav ikke en mand, før han er død", indser Kurbskij, at Ivan stadig er i live, og sværger hastigt sin troskab til Ivans spæde søn, Dmitrij. Som belønning sendes Kurbskij til rigets vestlige grænse for at forsvare sig mod livonerne og polakkerne. Samtidig sender Ivan en almindelig borger, Aleksej Basmanov, mod syd for at tage sig af grænsen til Krim-khanatet. Det faktum, at Ivan promoverer en almindelig borger over dem, skaber mere utilfredshed blandt bojarerne.
Zarinaen bliver syg, og mens Ivan modtager dårligt nyt fra alle fronter, planlægger bojarerne at dræbe hende. Jefrosinja kommer til paladset med en kop med forgiftet vin gemt i hendes kjoler. Jefrosinja sætter koppen med forgiftet vin ind i zaren og zarinaens gemakker og gemmer sig bag en væg. Straks efter modtager zar-parret nyheden om, at Kurbskij har skiftet side til livonerne. Nyheden om Kurbskijs forræderi giver zarinaen et ildebefindende, og Ivan tager koppen med den forgiftede vin og giver den til hende.
Scenen skifter til den døde zarina, der ligger i katedralen, hvor Ivan sørger ved hendes leje. Mens en præst læser op fra Biblen, stiller Ivan spørgsmål ved sin evne til at træffe rigtige beslutninger og til at regere landet, og spekulerer på, om hustruens død er Guds straf over ham. Han løsriver sig dog fra sine tanker og sender bud efter sin gamle ven, munken Kolytjev. Aleksej Basmanov ankommer og foreslår, at Ivan i stedet omgiver sig med almindelige mennesker, som Ivan kan stole på, og tilbyder sin egen søn, Fjodor, til Ivan tjeneste. Ivan accepterer; han abdicerer og forlader Moskva og venter til at folket tigger ham om at vende tilbage og lover ham, at han kan regere med uindskrænket magt i overensstemmelse med folkets vilje.

### Anden del
Andel del af filmen begynder ved kong Sigismunds hof i Polen, som Kurbskij sværger troskab til. Sigismund lover at gøre Kurbskij til hersker over Ivans territorier, så snart Sigismund har erobret dem under zarens fravær. Planen forpurres, da en udsending meddeler, at Ivan er vendt tilbage til Moskva.
Et flashback viser Ivan som barn, der overværer, at hans mor bliver forgiftet og fjernet, derefter som en ung teenager, der siger fra over for de bojarer, der ønsker at herske hen over hovedet på den unge Ivan. Ivan begynder med jordreformer - han tager bojarernes jorder og genindsætter dem som forvaltere og øger sin egen magt på deres bekostning. Hans ven, Kolytjev, ankommer, nu som munken Filip; efter en heftig debat indvilliger Filip i at blive metropolit i Moskva, så længe Ivan giver ham ret til at gå i forbøn for dømte mænd. Dette aftales, men Ivan finder straks en vej ud af dette: han henretter dømte mænd så hurtigt, at Filip ikke kan nå at bruge sin ret. På den måde får han tre af Filips slægtninge henrettet.
Fjodor Basmanov hjælper Ivan med at finde ud af, at tsarinaen var forgiftet. Begge mistænker Jefrosinja for at have forgiftet koppen. Ivan beordrer Fjodor ikke at sige noget om det, før de er sikre om hendes skyld.
De desperate bojarer fremfører deres sag for Filip og vinder ham over på deres side til sidst. Filip lover at blokere for Ivans misbrug af magten og konfronterer ham i katedralen. Under den ophedede diskussion udbryder et lille barn, båret på bojarernes skuldre ved siden af Jefrosinja, at det er den "forfærdelige hedenske konge". Ivan proklamerer vredt, at han vil være præcis, hvad de kalder ham - forfærdelig. Han er nu sikker på, at Jefrosinja forgiftede hans hustru, tsarinaen, og han får Filip arresteret. Bojarerne beslutter nu, at deres eneste mulighed er at myrde Ivan. Novicen Pjotr bliver udvalgt til at føre kniven. Maljuta Skuratov ankommer for at invitere Vladimir til en banket med zar Ivan og medlemmer af oprichniki.
(Herfra er filmen i farver.) Ved banketten drikker Ivan Vladimir fuld, mens oprichniki synger og danser omkring dem; en beruset Vladimir nævner, at der er et plan om at dræbe Ivan, og at han, Vladimir, skal erstatte ham som zar. Fjodor Basmanov bemærker, at Pjotr, der er tiltænkt at myrde Ivan, går og signalerer til Ivan, som foregiver at være overrasket over Vladimirs afsløring. Fjodor foreslår, at Vladimir prøver at være zar i et stykke tid. Han får oprichniki til at bringe tronen, rigsæblet, scepteret, krone og kongelige klæder, og de bøjer sig alle for "Zar Vladimir". Så beder Ivan Vladimir om at føre dem til katedralen i bøn, som en zar bør lede. (Tilbage til sort-hvid.) Tøvende gør Vladimir det.
I katedralen løber Fjodor op, stikker kniven i den falske zar og bliver straks grebet af Fjodor og Maljuta. Jefrosinja ankommer, jublende over Ivans tilsyneladende død, indtil hun ser Ivan i live; da de ruller liget, indser hun, at det er hendes egen søn, der re blevet dræbt. Ivan beordrer Fjodor og Maljuta til at løslade morderen Pjotr og takker ham for at have dræbt ikke kun "et fjols", men "zarens værste fjende". Han dømmer Jefrosinja, som holder den krone, hendes søn bar, og som synger over sin døde krop, som om hun var sindssyg. (Tilbage til farver.) I slutningen ses Ivan proklamere, at alle hans fjender i Moskva er besejret, og han kan nu rette sin opmærksomhed mod dem udenfor.

### Tredje del
Eisenstein havde skrevet manuskript til en tredje del af filmen. Indspilningerne til den tredje del blev påbegyndt i 1946, men blev stoppet, da det blev besluttet af forbyde visningen af filmens anden del. Da Eisenstein døde i 1948 blev optagelserne konfiskeret. Optagelserne antages at være destrueret, der er dog overlevet enkelte sekvenser og billeder fra optagelserne.
Tredje del af film skulle vise Ivans stigende mistro mod sine omgivelser, herunder han beordring af henrettelsen af Fjodor Basmanov, samt slaget mod tropper fra Livland, som Ivan vinder og som sikrer adgang til havet for Ivan og det russiske folk.

## Medvirkende i udvalg
- Nikolaj Tjerkasov som Ivan den Grusomme
- Serafima Birman som Jefrosinja
- Pavel Kadotjnikov som Vladimir
- Mikhail Zjarov som Malyuta Skuratov
- Amvrosij Butjma som Aleksej Basmanov

## Tilblivelse og produktion
Under 2. verdenskrig blev Mosfilm og selskabets ansatte evakueret til Alma Ata i Kasakhiske SSR, da de tyske tropper nærmede sig Moskva i 1941. I Alma Ata overvejede Eisenstein at skabe en film om Ivan 4., som Stalin beundrede og så som en fremragende, beslutsom og succesfuld leder, som Stalin spejlede sig i. Eisenstein foretog en omfattende research for projektet. Da Stalin blev bekendt med Eisensteins interesse i at skabe en film om Ivan 4., beordrede han Eisenstein til at realisere projektet.
Mosfilm accepterede at producere en film i to dele. Eisenstein ønskede at lade filmen være i tre dele og drøftede dette med sin mangeårige samarbejdspartner Grigorij Aleksandrov, der var imod, men Eisenstein besluttede at ændre filmens format til tre dele.
Filmens første del blev indspillet mellem 1942 og 1944 i Mosfilms studier i Alma Ata og blev udgivet i december 1944. Anden del blev indspillet i 1946 i Alma Ata. Det meste af filmen er optaget i sort-hvid, men enkelte af scenerne er optaget i farve, hvilket gør filmen til en af de første farvefilm i Sovjetunionen.
Cinematografien var delt mellem Eduard Tisse, der filmede udendørsscenerne, og Andrej Moskvin, der filmede indendørsscenerne, herunder scenerne i anden del, der var optaget i farve.
Filmens musik var komponeret af komponisten Sergej Prokofjev. Eisenstein fremhævede Prokofjevs evne til hurtigt at gribe filmens stemning og rytme og til hurtigt at komponere musikken til scenerne.

## Stalins og kommunistpartiets reaktion på filmen
Filmens første del, der fremstillede Ivan som en nationalhelt, blev modtaget positivt af Stalin og blev tildelt en Stalinpris.

Stalin og kommunistpartiet var dog utilfredse med filmens anden del. På et møde i kommunistpartiets centralkomité  den 4. september 1946 blev Sovjetunionens film, herunder Eisensteins Ivan den Grusomme diskuteret. Centralkomitéen udtrykte stærk utilfredshed med filmindustrien og Eisensteins film. I centralkomitéens resolution var bl.a. anført: 
| Citat | Den største mangel i deres [filmfolkenes, red.] arbejde er, at de ikke studerer emnet... Producenten Eisenstein forrådte filmen med sin uvidenhed om historiske fakta i anden del af Ivan den Grusomme, der skildrer Ivan den Grusommes progressive hær, oprichniki, som en bande af degenererede, der minder om den amerikanske Ku Klux Klan. Ivan den Grusomme, en mand med stærk vilje og karakter, bliver vist som en svækling uden rygrad, som en Hamlet-type ... | Citat |
|       | |       |

Centralkommitéen anså filmen for uhistorisk, og filmens anden del blev forbudt vist. Filmens anden del blev først vist i 1958 efter Stalins død. Eisenstein var selv død 10 år tidligere.
Eisenstein og Tjerkasov blev indkaldt til et møde med Stalin og de fremtrædende medlemmer af USSR's ledelse Andrej Sjdanov og Vjatjeslav Molotov. På mødet blev filmen drøftet og kritiseret for sin historiske ukorrekthed, ligesom Sjdanov beklagede sig over Eisensteins brug af skygger og over længden af Ivans skæg.
Efter beslutningen om ikke at vise anden del blev indspilningen af tredje del stoppet og de gennemførte optagelser konfiskeret. 

## Eftermæle
Filmen er medtaget på listen 1001 Film Du Skal Se Før Du Dør, redigeret af Steven Schneider.
Filmen er generelt anset som værende af høj værdi og rangeres ofte højt af kritiere. Filmen er medtaget på kritikeren Roger Eberts liste over "Great Movies" og roses i hans anmeldelse, hvor det fremhæves, at det er en film, som "enhver seriøs filmelsker bør se — en gang".
Den japanske filminstruktør Akira Kurosawa nævnte filmen som en af hans 100 favoritfilm.